# عبد الله السليمان
عبد الله سليمان عبد الرحمن البياتي هو سياسي عراقي ولد في مدينة كركوك سنة 1878، وانتخب نائباً عن لواء الموصل في الدورة الانتخابية الثانية في أيار (1928-1930) وأعيد انتخابه في الدورة الثالثة في تشرين الثاني (1931-1933) والدورة الانتخابية الرابعة في آذار (1933-1934) والدورة الانتخابية الخامسة في كانون الأول (1934-1935).
وكذلك في الدورة الانتخابية التاسعة نائباً بديلا عام 1942، والدورة العاشرة 1944 والدورة الانتخابية الحادية عشر في آذار (1947-1948)
توفي في بغداد في 23 حزيران 1947.